# Ivan Blažičko
Ivan Blažičko (Zagreb, 1961.) hrvatski je sportski novinar i komentator. Bio je direktor Nove TV i glavni urednik Sportskog programa HTV-a i Hrvatske nogometne televizije. Ima dugogodišnje iskustvo u televizijskoj produkciji.
Odrastao je u Kušlanovoj ulici u Zagrebu. Blažičko je diplomu političkih znanosti stekao u Zagrebu kao diplomirani politolog. Svoju profesionalnu karijeru započeo je 1985. godine na Televiziji Zagreb. Postaje stalni član Sportskog programa 1987. godine. Djelovao je kao ratni reporter iz Osijeka i Siska za vrijeme Domovinskog rata. Od 1994. do 1999. godine obnašao je funkciju glavnog urednika Sportskog programa HTV-a. 
Vodio je brojne značajne sportske projekte, uključujući prijenose Svjetskih i Europskih nogometnih prvenstava te Olimpijskih igara. Godine 2000., nakon Olimpijskih igara u Sydneyju, pridružio se tek pokrenutoj Novoj TV, gdje je značajno pridonio razvoju te hrvatske komercijalne televizije kao direktor Operativne kompanije i direktor Nove TV.
Vratio se na HRT 2004. godine, gdje nastavlja rad na velikim projektima. Od 2011. godine svoju karijeru nastavlja u privatnom sektoru, radeći na rukovodećim mjestima za tvrtke specijalizirane za sportsko-televizijska prava („Sportska dimenzija”, „Vox-nogomet”). Godine 2016. pokreće Hrvatsku nogometnu televiziju, prvi sportski kanal u potpuno hrvatskom vlasništvu, s posebnim fokusom na hrvatski nogomet.
U hrvatskoj javnosti posebno je prepoznatljiv „kao glas Formule 1”, sport koji komentira već tri desetljeća. Za svoj doprinos sportu, 2014. godine nagrađen je Nagradom grada Zagreba. Dobio je nagradu Hrvatskoga zbora sportskih novinara za sportskoga novinara godine dva puta te jednom urednikom godine. Dobio je i HRT-ovu nagradu za posebna dostignuća u TV novinarstvu „Ivan Šibl”. Nositelj je Reda Danice hrvatske s likom Franje Bučara. 
Autor je dokumentarnoga filma „Generacija 82” 2022. godine o Dinamovom osvajanju naslova prvaka 1982. godine povodom 40. obljetnice.
Posudio je glas u crtanim filmovima: Auti 3 (glas Ivice Kurbličkog), Turbo i Divlji valovi.